# Broby, Östra Göinge kommun

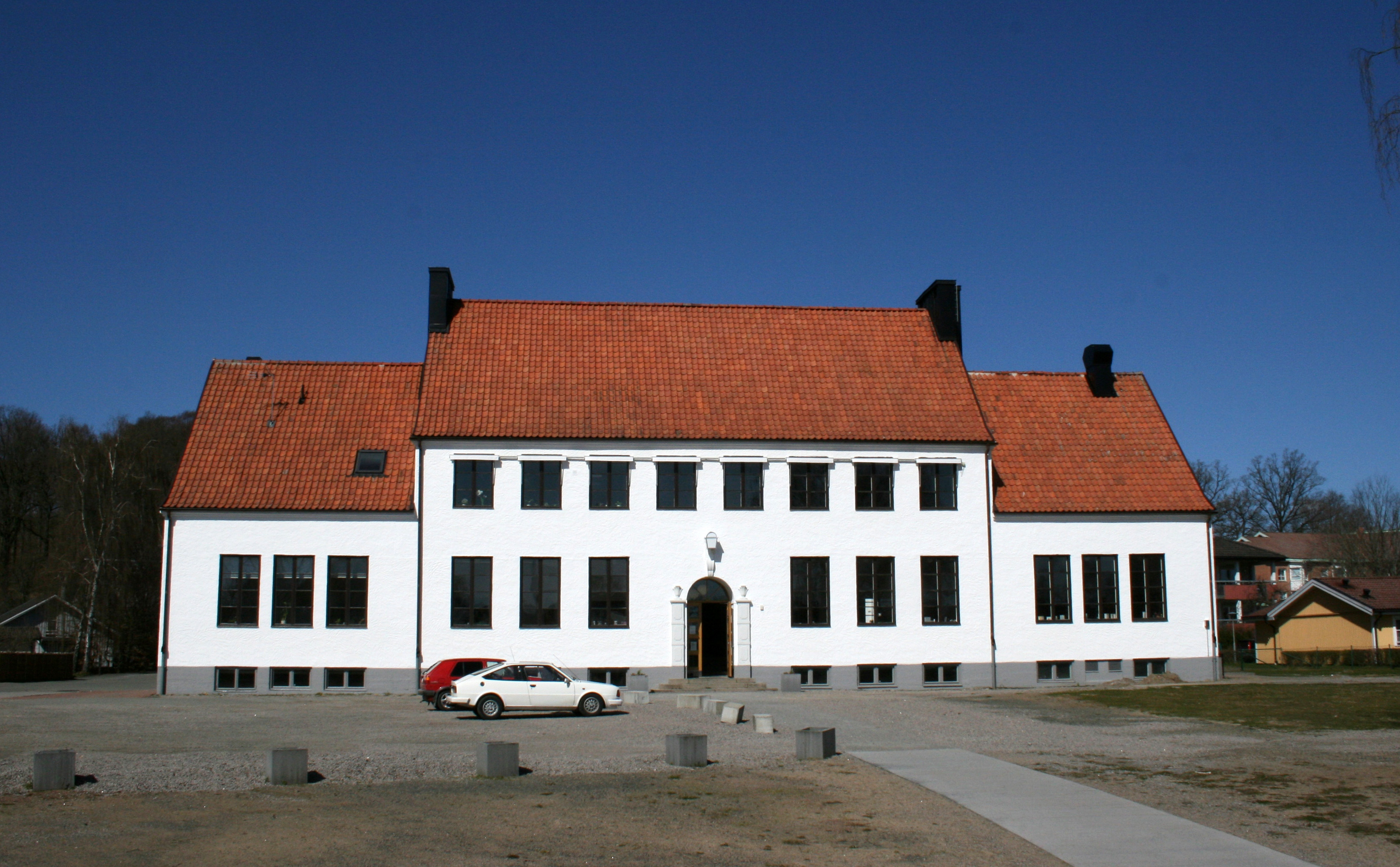
Kulturhuset Vita skolan med bland annat bibliotek och musikskola.

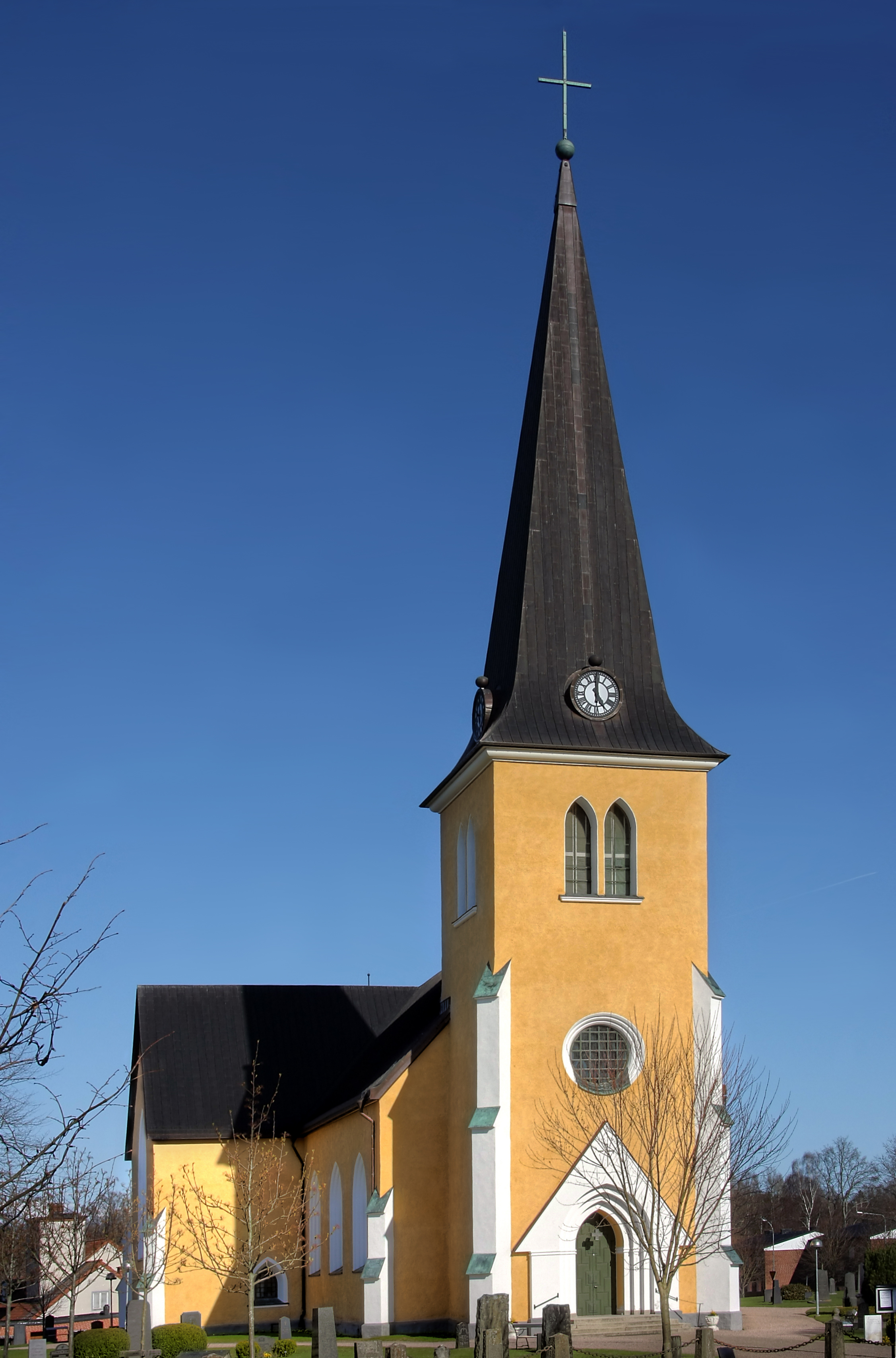
Östra Broby kyrka.

Broby är en tätort som är centralort i Östra Göinge kommun i Skåne län.
Kyrkan, Östra Broby kyrka, ligger mitt i byn vid torget. Mittemot kyrkan ligger Broby gästgivaregård. Låg- och mellanstadieskolan heter Prästavångsskolan och högstadieskolan heter Göingeskolan. Bakom Prästavångsskolan ligger simhallen, sporthallen och idrottsplatsen. Drygt 1 km nordväst om tätortens centrum ligger det sedan länge nedlagda Broby sanatorium.

## Historia
Broby var och är kyrkby i Östra Broby socken med en mindre del i Emmislövs socken. Orten ingick efter kommunreformen 1862 i Östra Broby landskommun, där Broby municipalsamhälle inrättades 27 januari 1911. När landskommunen 1952 uppgick i Broby landskommun följde municipalsamhället med och upplöstes sedan 31 december 1958.

### Befolkningsutveckling
| Befolkningsutvecklingen i Broby 1960–2020 | Befolkningsutvecklingen i Broby 1960–2020 | Befolkningsutvecklingen i Broby 1960–2020 | Befolkningsutvecklingen i Broby 1960–2020 | Befolkningsutvecklingen i Broby 1960–2020 |
| ----------------------------------------- | ----------------------------------------- | ----------------------------------------- | ----------------------------------------- | ----------------------------------------- |
|                                           |                                           |                                           |                                           |                                           |
| År                                        |                                           |                                           | Folkmängd                                 | Areal (ha)                                |
| 1960                                      | 1960                                      |                                           | 1 987                                     |                                           |
| 1965                                      | 1965                                      |                                           | 2 330                                     |                                           |
| 1970                                      | 1970                                      |                                           | 2 760                                     |                                           |
| 1975                                      | 1975                                      |                                           | 3 019                                     |                                           |
| 1980                                      | 1980                                      |                                           | 3 124                                     |                                           |
| 1990                                      | 1990                                      |                                           | 3 110                                     | 365                                       |
| 1995                                      | 1995                                      |                                           | 3 115                                     | 372                                       |
| 2000                                      | 2000                                      |                                           | 2 955                                     | 373                                       |
| 2005                                      | 2005                                      |                                           | 2 931                                     | 368                                       |
| 2010                                      | 2010                                      |                                           | 2 920                                     | 368                                       |
| 2015                                      | 2015                                      |                                           | 3 104                                     | 378                                       |
| 2020                                      | 2020                                      |                                           | 3 561                                     | 408                                       |
|                                           |                                           |                                           |                                           |                                           |

## Kommunikationer

### Vägar
Det går att komma till Broby via riksväg 19 och länsväg 119. Kommer man från norr är det riksväg 23 som övergår till riksväg 19 strax söder om Östanå, där riksväg 23 fortsätter till Malmö via Hässleholm.

### Bussar
Skånetrafikens linjer 542 och 545 stannar i Broby.

### Järnväg
Fram till 2002 fanns det järnväg till Kristianstad (persontrafik till 1969), men den är numera uppriven mellan Broby och Hanaskog och ersatt med cykelväg. Cykla dressin kan man göra på sträckan Broby-Glimminge, banan ligger kvar och ägs av kommunen. Stationsbyggnaden i Broby står kvar, men är nu en privat tandläkarmottagning.

## Evenemang och föreningar
På marknadsplatsen i norra delen av byn har det sedan 1773 årligen hållits två marknader, där man kan köpa alltifrån marknadskarameller till levande kaniner. Det sägs även att häxor brukade avrättas på den gamla marknadsplatsen.
Den första marknaden på året infaller första lördagen i juni, medan höstmarknaden infaller första lördagen i september.
Broby hembygdsgård är ett av Sveriges äldsta och största friluftsmuseer med en samling av byggnader, dräkter och textilier. Initiativet till parken togs 1921 av författaren Pehr Johnsson. I parken finns även en kaffestuga.

## Kända personer
- Viking Palm, olympisk guldmedaljör i brottning
- Oda Berg, född Angeldorff, hemslöjdskonsulent på Södra Kalmar läns Hushållningssällskaps Slöjdmagasin, senare Hemslöjdschef på Kalmar läns hemslöjd.